# Pestel (Haiti)
Pestel (Haitianisch-Kreolisch: Pestèl) ist eine Gemeinde im Département Grand’Anse von Haiti.

## Geschichte
Im Jahr 1829 gründete ein französischer Siedler namens Pastel den Ort, der zunächst auch nach ihm benannt wurde. Unter dem heutigen Namen Pestel erhielt der Ort im Jahr 1929 den Status einer Gemeinde Haitis.
Während der Auseinandersetzungen zwischen Anhängern der französischen Revolution und ihrer Gegner erlitten die offiziellen französischen Truppen des Revolutionsregimes bei dem befestigten Ort Desriveaux bei Pestel eine vernichtende Niederlage.
In Pestel und den umliegenden Orten erhob sich im Jahr 1846 unmittelbar nach der Ausrufung der Präsidentschaft von Jean-Baptiste Riché Widerstand gegen dessen Ergreifung der Macht in Port-au-Prince. Riché war vorbereitet und entsandte gut ausgerüstete Truppen unter dem Kommando von Samedi Télémaque, die den Aufstand innerhalb von einer Woche beendeten.
Am 4. Oktober 2016 verwüstete der Hurrikan Matthew den Südwesten Haitis. In der Gemeinde Pestel entstanden vor allem für die Landwirtschaft Schäden, durch die die Produktion langfristig gestört wurde.
Bei einem Erdbeben am 14. August 2021 entstanden in der Gemeinde Pestel schwere Schäden. Mangels Treibstoff (Hauptartikel → Krise in Haiti seit 2018) kam die Versorgung der Bevölkerung weitestgehend zum Erliegen. Im Jahr 2022 kamen Krankheitsausbrüche von Cholera und Malaria hinzu, die wegen unzureichender Infrastruktur nicht mit örtlichen Mitteln eingedämmt werden konnten.

## Lage und Beschreibung
Neben dem Stadtzentrum Ville de Pestel bestehen sechs Gemeindebezirke:
1. Bernagousse mit Bertinet, Bois Mapou, Duquillon, Lamentin, Nan Bois Neuf, Nan Cacao, Nan Madeleine, Nan Rat, Pascal und Saint-Perard,
2. Espère mit Billard, Bois Debout, Cabrouette, Cacao, Ca Charlesdieu, Cadet, Chiendent, Ferrier, Fourneau, Glaude, Grande Baie, Jean Baptiste, La Fièvre, La Salle, Manze Avril, Nan Daniel, Rosa und Source Salée,
3. Jean-Bellune mit Bernard, Brossard und Thomas Elie,
4. Tozia mit Ca Pierre, David, Desriveaux, Fond Lacoma, Joly Guibert, La Hatte Foucault, Lifèbe, Mare Cochon, Nan Goyave, Nan Latanier, Pavillon, Roche Palée und Rosia,
5. Duchity mit Bras de gauche, Cadet, Corcette, Déron, La Source, Plaine Martin, Raymond, Tosia und Trous Bois sowie
6. Les Îles Cayemittes mit Anse à Macon, Boucan Philipe, Derrière l'Etat, Grande Cayemite, Herbe Guinée, Mare Citron und Plaine Ananas.

Zu der Gemeinde Pestel gehören die vorgelagerten Inseln Cayemites. Als touristische Attraktion gilt das jährlich im April gefeierte Fest des Meeres (Fête de la Mer).
Durch das Gebiet der Gemeinde Pestel, die den östlichen Rand des Départements in Nachbarschaft zum Département Nippes bildet, führt im Westen die Route Nationale RN-7. Die Route Départementale RD-701 erschließt die Gemeinde in West-Ost-Richtung. Pestel ist 65 Kilometer von Jérémie entfernt.

## Persönlichkeiten aus Pestel
- Daniel Fignolé (1913–1986), im Jahr 1957 für drei Wochen provisorischer Präsident von Haiti[8]